# أوسيان سميث
أوسيان سميث (بالإنجليزية: Ossian Smyth) هو سياسي من حزب الخضر الأيرلندي شغل منصب وزير الدولة للمشتريات العامة والحكومة الإلكترونية منذ يوليو 2020. وقد كان نائب دييل لدائرة دون لاوغير منذ عام 2020.
بعد الانتخابات المحلية الأيرلندية 2014 تم انتخاب سميث لعضوية مجلس مقاطعة دون لاوغير راثدون لمنطقة دون لاوغير المحلية الانتخابية. شغل منصب رئيس في مجلس مقاطعة دون لاوغير راثدون من 2018 إلى 2019. تم اختيار توم كيفليهان في مقعد سميث في مجلس مقاطعة دون لاوغير راثدون بعد انتخابه لعضوية دويل أيرن.
سميث حاصل على بكالوريوس الآداب في علوم الكمبيوتر من كلية ترينيتي في دبلن.